# Алитус
Али́тус, Алиту́с (лит. Alytus, уст. рус. Олита) — город на юге Литвы, в Дзукии, административный центр Алитусского уезда и Алитусского районного самоуправления, в состав которого не входит; образует Алитусское городское самоуправление. 
Шестой в Литве по числу жителей.

## История
Поселение впервые упомянут в 1377 году немецким хронистом под названием Алитен (Aliten). Городские права предоставлены властями Речи Посполитой в 1581 году. В XVI столетии Ольгерд построил у Олиты крепость.
Заметный рост города (тогда относившегося к Трокскому воеводству) относится лишь к концу XVIII века, когда он превратился в основной пункт торговли между Литвой и теми частями Белоруссии, которые отошли к Российской империи.
При третьем разделе Речи Посполитой (1795) русско-прусская граница была проведена по Неману прямо посреди Олиты. Правобережная и левобережная части города сохраняли административную самостоятельность вплоть до Январского восстания (1863), причём западная Олита входила в состав Великого герцогства Варшавского, а затем Царства Польского.
При укреплении западных рубежей Российской империи в конце XIX века было принято решение фортифицировать расположенную в стратегически важном месте Олиту (Алитус). 
На конец XIX столетия Олита местечко Трокского уезда, Виленской губернии , так называется у местных жителей Олита русская на правом берегу Немана, а Олита польская на его левом берегу, насупротив, и уже в Сувалкской губернии.
С 1890 года Олита считалась крепостью третьего класса. Тем не менее во время Первой мировой войны укреплённый город был без единого выстрела занят немецкими войсками. Русская армия, отступая, взорвала железнодорожный мост.
В первые же дни второй мировой войны 22—23 июня 1941 года в районе Алитуса произошло крупное танковое сражение. В Алитусе расстреляно около 10 000—20 000 евреев (точное количество не известно; детальных исследований никогда не было, а в разных источниках упоминаемое число — 60 000.
С июля 1941 года по апрель 1943-го года на территории казарм действовал концентрационный лагерь военнопленных «Шталаг-343». С мая 1943 года по июль 1944-го здесь же находился лагерь для перемещённых лиц, главным образом из западных областей России. Часть пленных использовалась на сельскохозяйственных работах в усадьбах литовских крестьян. Судя по архивным данным, в лагере погибло около 2000 советских военнопленных и гражданских лиц. На месте братских могил создан мемориальный комплекс с белым обелиском в центре (ныне на территории Алитусского городского парка).
В июле 1944 года при штурме города и форсировании реки частями 11-й гвардейской армии погибло много солдат и офицеров. После войны в сквере на улице Улону было оборудовано кладбище с захоронениями 2891 советского воина, среди них 6 Героев Советского Союза: гвардии полковник Г. Емельянов, гвардии старший лейтенант В. Калинин, младший сержант Н. Никонов, рядовой А. Тихоненко, старший сержант И. Тонконог, младший сержант Т. Ахмедов.

## Название
Предполагается, что названием город обязан реке — притоку Неман: ныне река называется Алитупис (лит. Alytupis), но ранее могла носить название Алитус (лит. Alytus). По мнению Яна Отрембского, название Лейта (Лита) в древности носил собственно Неман; отсюда произошли топонимы Олита и Литва.

## Герб
Герб город получил вместе с магдебургскими правами, предоставленными привилегией короля Стефана Батория 15 июня 1581 года. Исторический герб города подтверждён декретом президента Литвы 11 декабря 1995 года.

## Положение и общая характеристика
Город расположен на обоих берегах Немана в 105 км от Вильнюса и в 69 км от Каунаса. Промышленный и культурный центр юга Литвы.

## Население
| 1968    | 1987    | 2001    | 2002    | 2003    | 2004    | 2005    | 2006    | 2007    | 2008    | 2009    | 2010    |
| ------- | ------- | ------- | ------- | ------- | ------- | ------- | ------- | ------- | ------- | ------- | ------- |
| 22 500  | ↗71 000 | ↗71 460 | ↘71 261 | ↘71 012 | ↘70 053 | ↘68 838 | ↘67 443 | ↘66 749 | ↘65 856 | ↘64 770 | ↘63 630 |
| 2011    | 2012    | 2013    | 2014    | 2015    | 2016    | 2017    | 2018    | 2019    | 2020    | 2021    | 2022    |
| ↘60 302 | ↘58 515 | ↘57 281 | ↘56 357 | ↘55 614 | ↘54 431 | ↘52 792 | ↘51 534 | ↘50 422 | ↘49 895 | ↗52 727 | ↘51 793 |
| 2023    |         |         |         |         |         |         |         |         |         |         |         |
| ↗51 856 |         |         |         |         |         |         |         |         |         |         |         |

Согласно переписи населения 2021 года в городе проживало 52 727 человек. Состав населения, согласно последней переписи (2021 год): литовцы — 96,55 %, русские — 0,89 %, поляки — 0,77 %, белорусы — 0,19 %, украинцы — 0,16 %, другие — 0,46 %, нет данных — 1,01 %.

## Предприятия
Текстильная компания «Alytaus tekstilė», завод по производству холодильников «Snaige», известное предприятие по производству алкогольных напитков «Alita».

## Известные уроженцы и жители
- См. Категория:Персоналии:Алитус

- Мемориал в честь литовцев, павших в борьбе за независимость Литвы
- Современная церковь Девы Марии
- Церковь Святого Людовика
- Спортивный центр